# Hans Baumann
Hans Baumann (Amberg,  22 april 1914, Murnau am Staffelsee-Beieren, 7 november 1988) was een Duits componist, vertaler en kinderboekenschrijver.
Hans Baumann was de zoon van een beroepsmilitair. Hij was lid van de katholieke jeugdbond en werd later lid van de Hitlerjugend. Hij volgde een opleiding tot leraar, maar heeft dit beroep slechts korte tijd uitgeoefend. In 1930 schreef hij het beruchte lied Es zittern die morschen Knochen, met daarin de strofe Und heute da hört uns Deutschland, und morgen die ganze Welt, dat ook vaak gezongen werd als Und heute gehört uns Deutschland, und morgen die ganze Welt.
Vanaf 1934 was Baumann in dienst van de Nationaalsocialistische overheid voor jeugd- en cultuurzaken. Van 1939 tot 1945 was hij soldaat. Het grootste deel van zijn diensttijd bracht hij door bij de propagandacompagnie 501 aan het oostfront.
Na de oorlog werd het lied Es zittern die morschen Knochen in Duitsland verboden. Baumann distantieerde zich van zijn vroegere werk en legde zich toe op het schrijven van kinderboeken en het vertalen van Russische werken naar het Duits. Met dit werk won hij meerdere Duitse en internationale prijzen, waaronder prijs van de New York Herald Tribune voor het beste kinderboek in 1968.
- Biblioteca Nacional de España: XX820214
- Bibliothèque nationale de France: cb118906575 (data)
- CiNii: DA03876504
- Digitale Bibliotheek voor de Nederlandse Letteren: baum019
- Gemeinsame Normdatei: 11882404X
- International Standard Name Identifier: 0000 0001 1451 7316
- Library of Congress Control Number: n80036720
- MusicBrainz: 67bce215-55a7-4232-85af-9c04b593aef1
- Bibliotheek van het Japanse parlement: 00432565
- Nationale Bibliotheek van Tsjechië: mzk2005279388
- Nationale Bibliotheek van Israël: 987007297070005171
- Nederlandse Thesaurus van Auteursnamen: 070738777
- LIBRIS: 318570
- SNAC: w6bw22pf
- Système universitaire de documentation: 086819100
- Virtual International Authority File: 91249195
- WorldCat: E39PBJjMyjfWVHJPkDb6pbh8md